# 미즈키 마야
미즈키 마야(일본어: 水樹 まや, 1971년 11월 30일 ~ )는 2014년 2월에 작품 《OBA-100》으로 데뷔한 일본의 전 AV 여배우다.